# Valerij Kičin
Valerij Kičin (in kirghiso Валерий Кичин?; Biškek, 12 ottobre 1992) è un calciatore kirghiso, difensore del Bars e della nazionale kirghisa.

## Statistiche

### Presenze e reti nei club
Statistiche aggiornate al 16 giugno 2022.
| Stagione        | Squadra               | Campionato      | Campionato | Campionato | Coppe nazionali | Coppe nazionali | Coppe nazionali | Coppe continentali | Coppe continentali | Coppe continentali | Altre coppe | Altre coppe | Altre coppe | Totale | Totale |
| Stagione        | Squadra               | Comp            | Pres       | Reti       | Comp            | Pres            | Reti            | Comp               | Pres               | Reti               | Comp        | Pres        | Reti        | Pres   | Reti   |
| --------------- | --------------------- | --------------- | ---------- | ---------- | --------------- | --------------- | --------------- | ------------------ | ------------------ | ------------------ | ----------- | ----------- | ----------- | ------ | ------ |
| feb.-giu. 2013  | Volga Nižnij Novgorod | PL              | 3          | 0          | CR              | -               | -               |                    | -                  | -                  |             | -           | -           | 3      | 0      |
| lug.-dic. 2013  | Chimik Dzeržinsk      | 1D              | 19         | 1          | CR              | 2               | 0               |                    | -                  | -                  |             | -           | -           | 21     | 1      |
| feb.-giu. 2014  | Ufa                   | 1D              | 5          | 0          | CR              | -               | -               |                    | -                  | -                  |             | -           | -           | 5      | 0      |
| 2014-gen. 2015  | Anži                  | 1D              | 12         | 0          | CR              | 0               | 0               |                    | -                  | -                  |             | -           | -           | 12     | 0      |
| gen.-giu. 2015  | Tjumen'               | 1D              | 11         | 0          | CR              | -               | -               |                    | -                  | -                  |             | -           | -           | 11     | 0      |
| 2015-2016       | Tjumen'               | 1D              | 33         | 1          | CR              | 1               | 0               |                    | -                  | -                  |             | -           | -           | 34     | 1      |
| Totale Tjumen'  | Totale Tjumen'        | Totale Tjumen'  | 44         | 1          |                 | 1               | 0               |                    | -                  | -                  |             | -           | -           | 45     | 1      |
| 2016-2017       | Enisej                | 1D              | 23+2       | 2+0        | CR              | 1               | 0               |                    | -                  | -                  |             | -           | -           | 26     | 2      |
| 2017-2018       | Enisej                | 1D              | 27+2       | 2+0        | CR              | 0               | 0               |                    | -                  | -                  |             | -           | -           | 29     | 2      |
| 2018-2019       | Enisej                | PL              | 26         | 2          | CR              | 1               | 0               |                    | -                  | -                  |             | -           | -           | 27     | 2      |
| Totale Enisej   | Totale Enisej         | Totale Enisej   | 80         | 6          |                 | 2               | 0               |                    | -                  | -                  |             | -           | -           | 82     | 6      |
| lug.-dic. 2019  | Dinamo Minsk          | VL              | 12         | 0          | CB              | 1               | 0               |                    | -                  | -                  |             | -           | -           | 13     | 0      |
| feb.-giu. 2020  | Torpedo Mosca         | 1D              | 2          | 0          | CR              | 1               | 0               |                    | -                  | -                  |             | -           | -           | 3      | 0      |
| 2020-2021       | Enisej                | 1D              | 34         | 7          | CR              | 2               | 0               |                    | -                  | -                  |             | -           | -           | 36     | 7      |
| 2021-2022       | Enisej                | 1D              | 28         | 6          | CR              | 5               | 1               |                    | -                  | -                  |             | -           | -           | 33     | 7      |
| Totale Enisej   | Totale Enisej         | Totale Enisej   | 62         | 13         |                 | 7               | 1               |                    | -                  | -                  |             | -           | -           | 69     | 14     |
| Totale carriera | Totale carriera       | Totale carriera | 239        | 21         |                 | 14              | 1               |                    | -                  | -                  |             | -           | -           | 253    | 22     |

### Cronologia presenze e reti in nazionale
| Cronologia completa delle presenze e delle reti in nazionale ― Kirghizistan | Cronologia completa delle presenze e delle reti in nazionale ― Kirghizistan | Cronologia completa delle presenze e delle reti in nazionale ― Kirghizistan | Cronologia completa delle presenze e delle reti in nazionale ― Kirghizistan | Cronologia completa delle presenze e delle reti in nazionale ― Kirghizistan | Cronologia completa delle presenze e delle reti in nazionale ― Kirghizistan | Cronologia completa delle presenze e delle reti in nazionale ― Kirghizistan | Cronologia completa delle presenze e delle reti in nazionale ― Kirghizistan |
| Data                                                                        | Città                                                                       | In casa                                                                     | Risultato                                                                   | Ospiti                                                                      | Competizione                                                                | Reti                                                                        | Note                                                                        |
| --------------------------------------------------------------------------- | --------------------------------------------------------------------------- | --------------------------------------------------------------------------- | --------------------------------------------------------------------------- | --------------------------------------------------------------------------- | --------------------------------------------------------------------------- | --------------------------------------------------------------------------- | --------------------------------------------------------------------------- |
| 7-1-2019                                                                    | al-'Ayn                                                                     | Cina                                                                        | 2 – 1                                                                       | Kirghizistan                                                                | Coppa d'Asia 2019 - 1º turno                                                | -                                                                           | cap.                                                                        |
| 11-1-2019                                                                   | al-'Ayn                                                                     | Kirghizistan                                                                | 0 – 1                                                                       | Corea del Sud                                                               | Coppa d'Asia 2019 - 1º turno                                                | -                                                                           | cap.                                                                        |
| 16-1-2019                                                                   | Dubai                                                                       | Kirghizistan                                                                | 3 – 1                                                                       | Filippine                                                                   | Coppa d'Asia 2019 - 1º turno                                                | -                                                                           | cap.                                                                        |
| 21-1-2019                                                                   | Abu Dhabi                                                                   | Emirati Arabi Uniti                                                         | 3 – 2 dts                                                                   | Kirghizistan                                                                | Coppa d'Asia 2019 - Ottavi di finale                                        | -                                                                           | cap.                                                                        |
| 14-11-2019                                                                  | Biškek                                                                      | Kirghizistan                                                                | 0 – 2                                                                       | Giappone                                                                    | Qual. Mondiali 2022                                                         | -                                                                           | cap.                                                                        |
| 25-3-2025                                                                   | Biškek                                                                      | Kirghizistan                                                                | 3 – 1                                                                       | Qatar                                                                       | Qual. Mondiali 2026                                                         | 1                                                                           | cap.                                                                        |
| 5-6-2025                                                                    | Riyad                                                                       | Corea del Nord                                                              | 2 – 2                                                                       | Kirghizistan                                                                | Qual. Mondiali 2026                                                         | -                                                                           | cap.                                                                        |
| Totale                                                                      |                                                                             | Presenze                                                                    | 7                                                                           |                                                                             | Reti                                                                        | 1                                                                           |                                                                             |

## Palmarès

### Club

#### Competizioni nazionali
- Campionato kirghiso: 2

Dordoi Biškek: 2011, 2012